# موگلینگن
موگلینگن (به آلمانی: Möglingen) یک شهر در آلمان است که در لودویگزوبورگ واقع شده‌است.

## خصوصیات
موگلینگن ۱۰٬۳۴۲ نفر جمعیت دارد.